# Medio de contraste

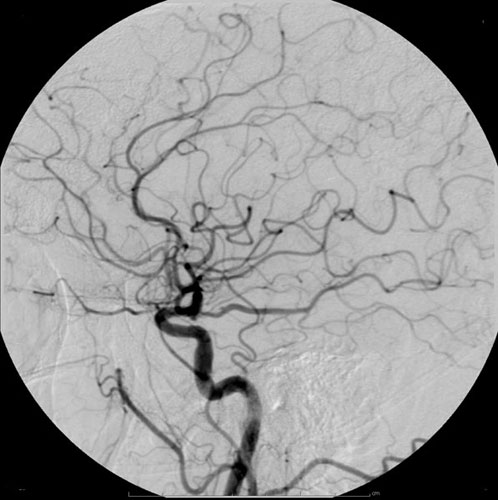
Angiografía cerebral obtenido con medio de contraste iodado

Un medio de contraste es cualquier sustancia que se usa para mejorar la visibilidad de estructuras o fluidos dentro del cuerpo. Un ejemplo de esto son los líquidos opacos a la radiación que se utilizan durante un diagnóstico de rayos X, para resaltar las características que hay de un tejido a otro.
Entre los medios de contraste más comunes se encuentran los contrastes yodados como el Iohexol y el Iopamidol. De los medios de contraste no yodados más utilizados están la suspensión de sulfato de bario, el gadolinio, las soluciones salinas y las microburbujas.
Se administran por las vías en que mejor se distribuyen por la estructura a ser examinada, ya sean ingeridos o por enema en el caso del tracto digestivo, inhalados para las vías respiratorias o inyectados para visualizar los vasos sanguíneos, órganos y tejidos.